# 황의경 (권투 선수)
황의경(1931년 5월 7일~)은 대한민국의 권투 선수로, 1956년 하계 올림픽에 참가했다.